# Edith Hollant
Edith Hollant (1938) es una fotógrafa y pintora haitiana. Procedente de Puerto Príncipe, Hollant primero expuso por primera vez su trabajo en 1955. Desde entonces ha expuesto en Nueva York.